# Петар Мариновић
Петар-Пјер Мариновић (фр. Pierre Marinovitch; Париз, 1. август 1898 — Брисел, 2. октобар 1919) био је француски пилот ловачких авиона, најмлађи авијатичарски ас (22 оборена противничка авиона), син Велизара Мариновића, а унук Јована Мариновића председника владе Србије, председника Државног савета, посланика у Паризу, а праунук мајора (капетана) Мише Анастасијевића.
Петров отац Велизар Мариновић син Јована Мариновића је студирао технику у Санкт-Петерсбургу у Русији, где се упознао и оженио Агрипином Бронков, Рускињом пољског порекла. Потом су се преселили у Француску где су добили сина Петра и још једног сина. 
Петар Мариновић је носилац ордена Легије части и Медаље француске војске (фр. Médaille Militaire).
Школован у Паризу и Ирској, Пјер Мариновић се пријавио у војску 12. фебруара 1916. Служио са 27е Регимент де Драгонс (фр. 27e Régiment de Dragons), пре него што је пребачен у француски ваздухопловни сервис 14. јула 1916. Добио диплому пилота 15. новембра 1916. Након додатне обуке, он се придружио јединици Н38 је 19. марта 1917, али је због лошег здравља био смештен у болницу. Кад је оздравио додељен је јединици Н94 (касније Спа94), где је био током трајања рата. До тренутка потписивања примирје, Мариновић је остварио 21 победе и био је најуспешнији пилот „ас“ Ескадриле, односно 12. место асова француског ваздухопловства.
Погинуо је 2. октобра 1919. летећи на аеро-митингу у Бриселу. Сахрањен је на гробљу Пер Лашез у Паризу.